# Josef Mikuláš z Windischgrätze
Hrabě Josef Mikuláš z Windischgrätze (německy Joseph Nikolaus Graf zu Windisch-Graetz, též zu Windischgrätz, 6. prosince 1744 Vídeň – 24. ledna 1802 Štěkeň) byl česko-rakouský šlechtic, spisovatel a filozof z rodu Windischgrätzů. Jako sirotek ztratil kvůli dluhům většinu zděděného majetku, později zbohatl druhým sňatkem a zakoupil rozsáhlá panství v Čechách. Do Čech pak natrvalo přesídlil a podnikl přestavby několika zámků (Tachov, Štěkeň, Ctěnice, Vintířov).

## Život
Narodil se ve Vídni jako Josef Mikuláš Ludvík Antonín de Paula Jan Nepomuk hrabě z Windischgrätze (Joseph Nikolaus Ludwig Anton de Paula Johann Nepomuk Graf zu Windischgrätz). Jeho otcem byl hrabě Leopold Karel z Windischgrätze (1718–1746) a jeho manželka Marie Antonie z Khevenhülleru (1726–1746). Studoval ve Vídni, ale na rozdíl od většiny mladých šlechticů neabsolvoval tradiční kavalírskou cestu, pouze v roce 1762 navštívil jednání uherského sněmu v Bratislavě a v roce 1764 se zúčastnil korunovace Josefa II. římským císařem. Později pobýval jeden rok v Mnichově.
V roce 1766 byl jmenován říšským dvorním radou, zároveň se stal dolnorakouským vládním radou, dosáhl hodnosti c. k. komořího a později byl skutečným komořím arcivévodkyně Marie Antoinetty. Převzal také dědičný rodový úřad nejvyššího štolby ve Štýrsku.
Na členství v říšské radě rezignoval v roce 1775 a od té doby se věnoval svým soukromým zájmům. Vynikl jako filozof, věnoval se také oboru práva a matematiky a vedl bohatou korespondenci s významnými vědci (I. Kant, A. Smith, N. Condorcet). Sám také publikoval, jeho díla ve francouzštině vyšla například v Londýně, Bruselu nebo Štrasburku, ale řada jeho spisů zůstala pouze v rukopisech. Zlepšené finanční zázemí po druhém sňatku mu také umožnilo podniknout řadu cest do Itálie, Francie, Nizozemí a Velké Británie.
Zemřel na zámku ve Štěkni, pohřben je v kostele sv. Václava v Tachově.

## Majetkové poměry a rodina
Jako dvouletý sirotek se stal dědicem majetku v hodnotě přibližně 900 000 zlatých. Dědictví zahrnovalo panství Trauttmansdorff a St. Peter v Rakousku, dále pak panství Červená Lhota v jižních Čechách a dva paláce ve Vídni. Poručnickou správu vedla nejprve babička Marie Ernestina Windischgrätzová, rozená ze Strassolda (1695–1766), později další vzdálení příbuzní z rodu Windischgrätzů.
Majetek však byl zatížen obrovskými dluhy ve výši bezmála 600 000 zlatých, což poručnickou správu donutilo k prodeji Červené Lhoty (1754, prodáno Gudenusům) a Trautmannsdorfu (1756, prodáno Batthyányům). V roce 1766 požádal Marii Terezii o zplnoletnění a osobně převzal správu majetku, téhož roku se oženil s uherskou šlechtičnou, hraběnkou Marií Josefou z Erdődy (1748–1777). Ta vynikala krásou a vzděláním a v roce 1770 doprovázela do Francie arcivévodkyni Marii Antoinettu ke sňatku s budoucím Ludvíkem XVI., poté cestovala po Evropě.
Majetkové poměry se změnily teprve po druhém sňatku s princeznou Leopoldinou z Arenbergu (1751–1812), s níž se oženil v Bruselu v roce 1781. Její věno mu umožnilo převzít dědictví po vymřelém rodu Losyů z Losinthalu a v roce 1782 tak získal za 250 000 zlatých rozsáhlá panství Tachov, Štěkeň, Ctěnice a Vintířov v Čechách. Svůj nákup musel ale obhajovat před soudem, protože se přihlásili další nárokovatelé o dědictví Losyů. Zakoupený majetek mu byl přiznán až v roce 1784, poté trvale přesídlil do Čech. Zámky v Tachově a ve Štěkni prošly v osmdesátých letech 18. století klasicistní přestavbou, v roce 1787 navíc koupil majetek zrušeného kláštera ve Světcích.
Z prvního manželství se narodili tři synové, kteří však zemřeli v mládí, a dcera Marie Terezie (1774–1841), která se provdala za svého bratrance knížete Engelberta z Arenbergu. Z druhého manželství pocházel nejvýznamnější člen rodu, polní maršál kníže Alfred z Windischgrätze (1787–1862), mladší syn Veriand (1790–1867) koupil několik velkostatků v Čechách (Jemniště, Troja, Žamberk).